# Alain Penz
Alain Penz (Sallanches, 30 ottobre 1947) è un ex sciatore alpino francese, vincitore di due Coppe del Mondo di slalom speciale.

## Biografia

### Stagioni 1965-1969
Specialista delle gare tecniche figlio di Claude e marito di Florence Steurer, a loro volta sciatori alpini, e originario di Saint-Gervais-les-Bains, Alain Penz debuttò in campo internazionale in occasione del Critérium de la première neige 1964, il 16 dicembre a Val-d'Isère in slalom gigante (19º); in Coppa del Mondo esordì nella gara inaugurale del circuito, lo slalom speciale di Berchtesgaden del 5 gennaio 1967 senza completare la gara, ottenne il primo piazzamento il giorno successivo nella medesima località in slalom gigante (13º) e i primi punti il 29 seguenti a Megève in slalom speciale (5º). Ai X Giochi olimpici invernali di Grenoble 1968, sua prima presenza olimpica, si classificò 8º nello slalom speciale.
Il 26 gennaio 1969, ancora a Megève in slalom speciale, conquistò il primo successo in Coppa del Mondo (nonché primo podio); in quella stagione 1968-1969 si aggiudicò la Coppa del Mondo di slalom speciale a pari merito con i connazionali Jean-Noël Augert e Patrick Russel e con l'austriaco Alfred Matt: i suoi podi stagionali furono 4, con 1 vittoria.

### Stagioni 1970-1972
L'anno dopo ai Mondiali di Val Gardena 1970 si piazzò 9º nella slalom gigante e 5º nella slalom speciale; anche in quella stagione 1969-1970 vinse la Coppa del Mondo di slalom speciale, nuovamente a pari merito con Russel: i suoi podi stagionali furono 5, con 4 vittorie tra le quali l'ultima della sua carriera nel massimo circuito internazionale, il 6 marzo a Heavenly Valley in slalom speciale.
Agli XI Giochi olimpici invernali di Sapporo 1972, sua ultima presenza olimpica, ottenne il 9º posto nello slalom gigante e non concluse lo slalom speciale. In Coppa del Mondo conquistò l'ultimo podio, nonché ultimo risultato di rilievo in carriera, il 17 marzo 1972 a Madonna di Campiglio in slalom speciale (2º alle spalle dell'italiano Roland Thöni) e prese per l'ultima volta il via il 19 marzo seguente a Pra Loup in slalom gigante, senza completare la prova.

## Palmarès

### Coppa del Mondo
- Miglior piazzamento in classifica generale: 5º nel 1969 e nel 1970
- Vincitore della Coppa del Mondo di slalom speciale nel 1969 e nel 1970
- 12 podi (2 in slalom gigante, 10 in slalom speciale):
  - 5 vittorie (1 in slalom gigante, 4 in slalom speciale)
  - 5 secondi posti
  - 2 terzi posti

#### Coppa del Mondo - vittorie
| Data             | Località        | Paese       | Specialità |
| ---------------- | --------------- | ----------- | ---------- |
| 26 gennaio 1969  | Megève          | Francia     | SL         |
| 22 febbraio 1970 | Jackson Hole    | Stati Uniti | SL         |
| 27 febbraio 1970 | Vancouver       | Canada      | GS         |
| 28 febbraio 1970 | Vancouver       | Canada      | SL         |
| 6 marzo 1970     | Heavenly Valley | Stati Uniti | SL         |

Legenda:

GS = slalom gigante

SL = slalom speciale

### Campionati francesi
- 7 ori (slalom gigante, slalom speciale, combinata nel 1969; combinata nel 1971; slalom gigante, slalom speciale, combinata nel 1972)[senza fonte]